# Krowa

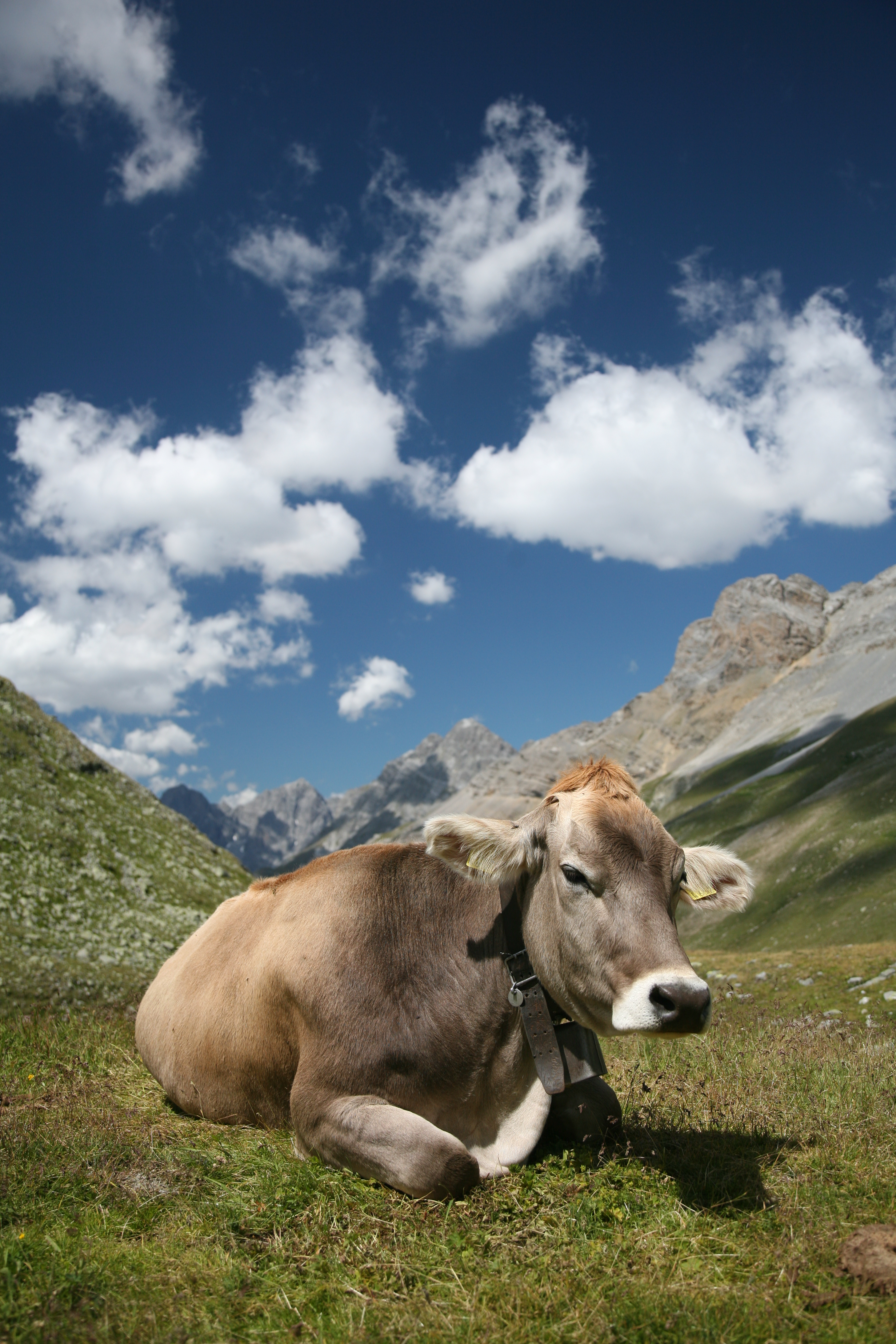
Krowa rasy brązowej szwajcarskiej

Krowa – dorosła samica bydła domowego oraz żubra, tura, bawołów i innych gatunków z rodziny wołowatych.
Określenie krowa odnosi się też do samic waleni, np. kaszalotów. Odpowiednio młode ssące wieloryby nazywa się wówczas cielętami.

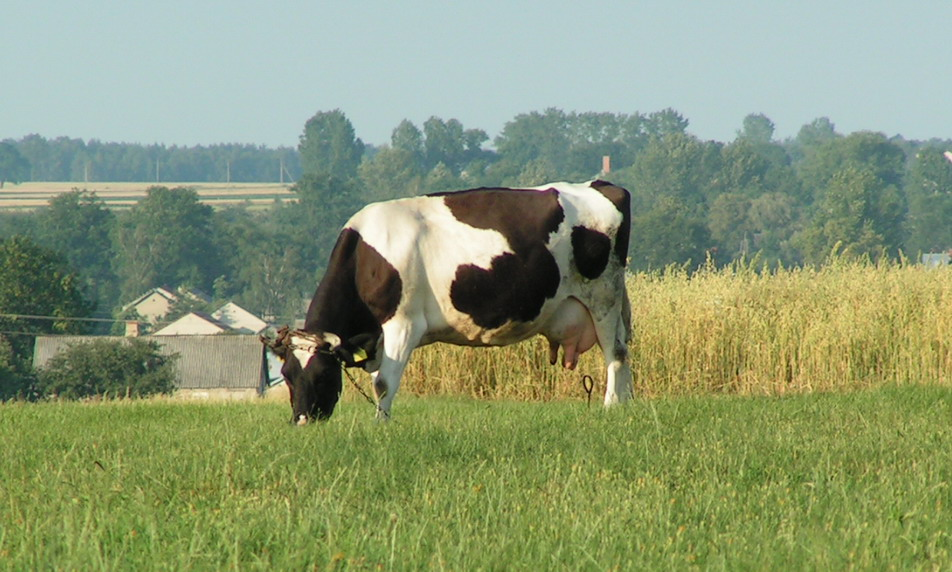
Krowa rasy Holsztyno-Fryzyjskiej
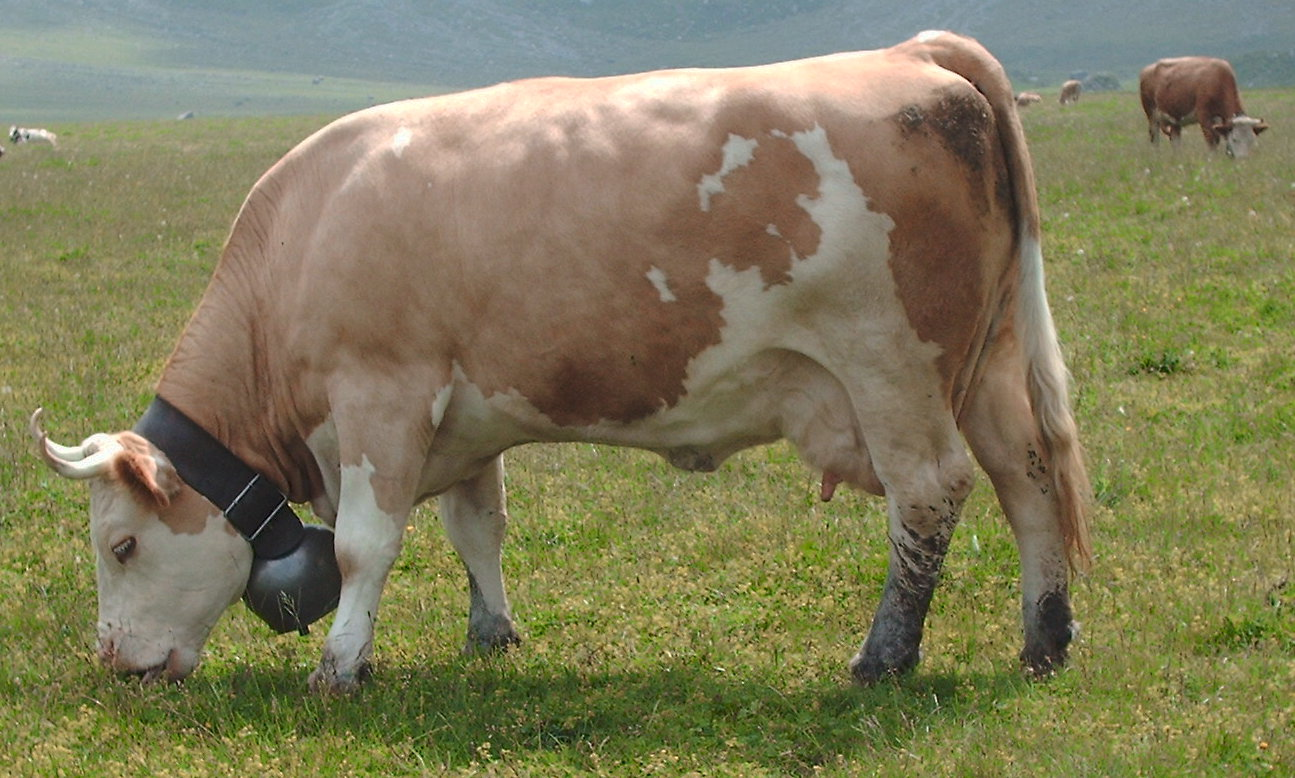
Krowa rasy simentalskiej
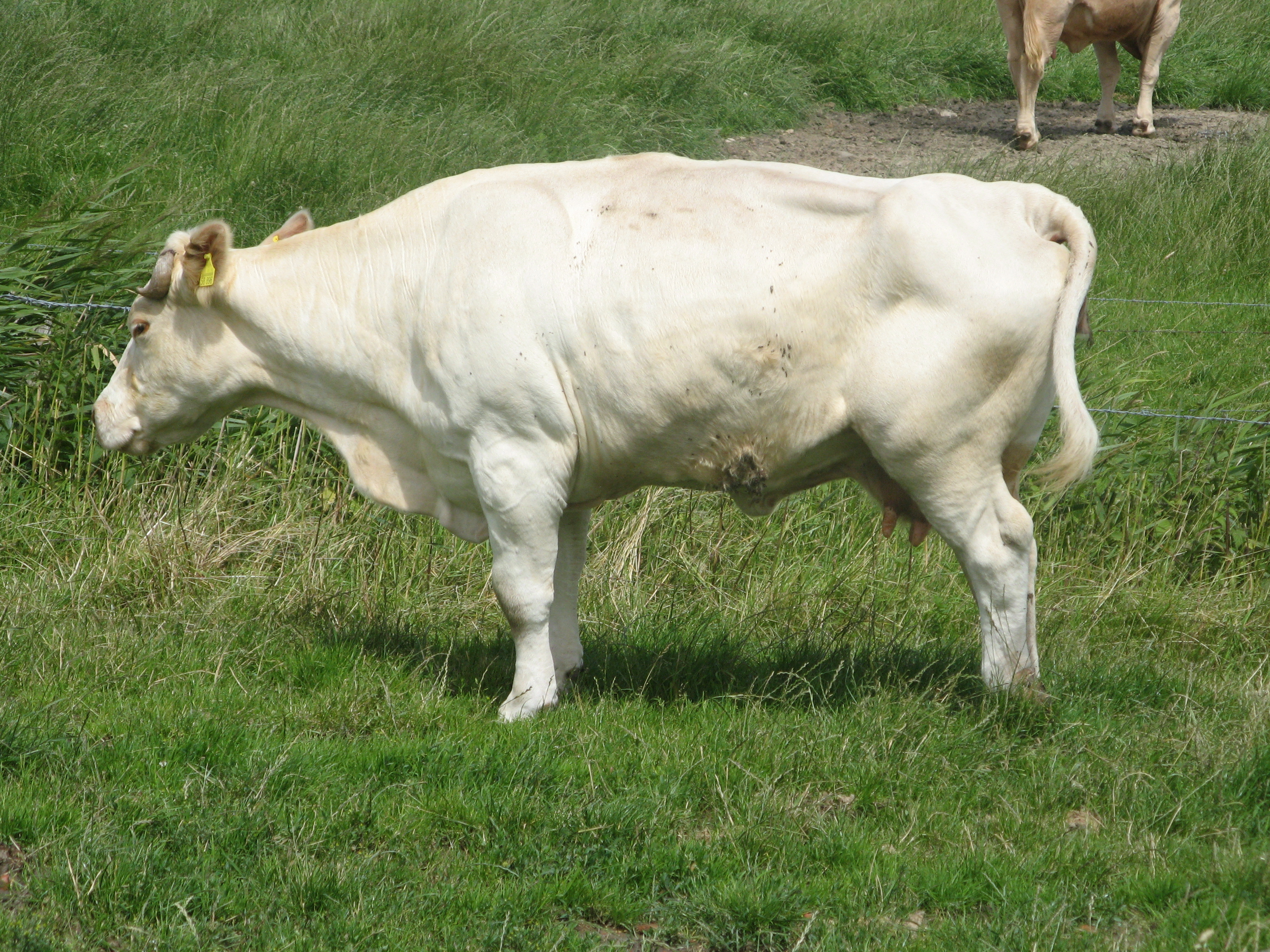
Krowa rasy Charolaise
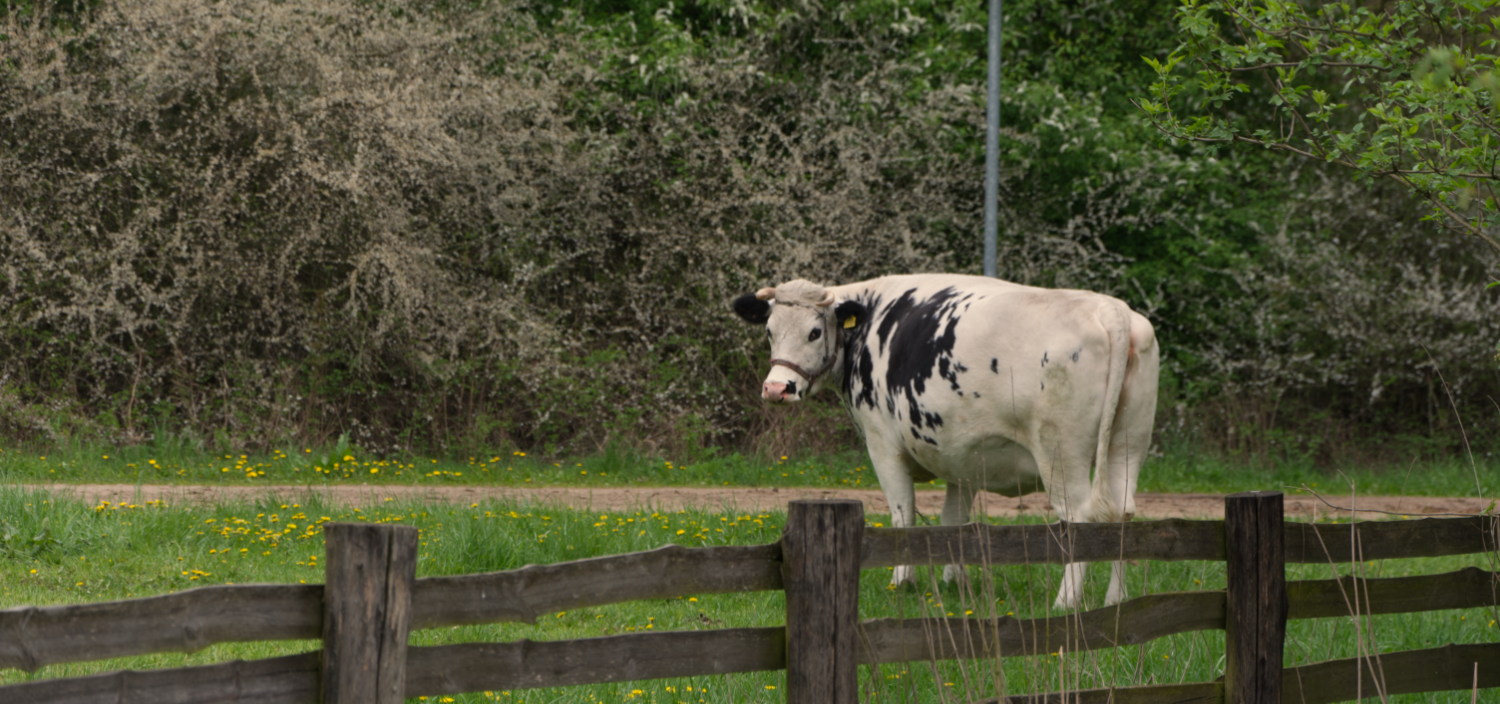
Krowa w Muzeum Wsi Mazowieckiej w Sierpcu

## Kult
W Indiach krowy są uważane za święte.
Krowa jest również świętym zwierzęciem egipskiej bogini Izydy.